# Ericeia brunneistriga
Ericeia brunneistriga är en fjärilsart som beskrevs av Bethune-Baker 1906. Ericeia brunneistriga ingår i släktet Ericeia och familjen nattflyn. Inga underarter finns listade i Catalogue of Life.